# Lallemandana
Lallemandana is een geslacht van halfvleugeligen uit de familie Aphrophoridae. De wetenschappelijke naam van dit geslacht is voor het eerst geldig gepubliceerd in 1934 door China & Myers.

## Soorten
Het geslacht Lallemandana omvat de volgende soorten:
- Lallemandana armstrongi (Lallemand, 1928)
- Lallemandana australis Hamilton, 1980
- Lallemandana biformis (Lallemand, 1928)
- Lallemandana bryani (Lallemand, 1928)
- Lallemandana buxtoni (Lallemand, 1928)
- Lallemandana carolinensis Metcalf, 1950
- Lallemandana cheesmani (Lallemand, 1928)
- Lallemandana clavata Hamilton, 1980
- Lallemandana conjuncta Hamilton, 1980
- Lallemandana crockeri (Duzee (van), 1937)
- Lallemandana eugeniae (Stål, 1866)
- Lallemandana fenestrata (Fabricius, 1775)
- Lallemandana flavipes (Fabricius, 1787)
- Lallemandana gressitti Hamilton, 1980
- Lallemandana guamensis Metcalf, 1962
- Lallemandana huahinensis Hamilton, 1980
- Lallemandana insulata Hamilton, 1980
- Lallemandana juddi (Lallemand, 1928)
- Lallemandana mareana Lallemand, 1942
- Lallemandana mumfordi (China, 1933)
- Lallemandana navigans (Jacobi, 1921)
- Lallemandana pararapana Hamilton, 1980
- Lallemandana phalerata (Stål, 1854)
- Lallemandana picturata Hamilton, 1980
- Lallemandana pseudorapana Hamilton, 1980
- Lallemandana solomonensis Hamilton, 1980
- Lallemandana spinifera Metcalf, 1954
- Lallemandana swezeyi (Lallemand, 1928)
- Lallemandana tubuaii Hamilton, 1980
- Lallemandana tylata Hamilton, 1980
- Lallemandana zimmermani Metcalf, 1950